# Weggraben (Holzgraben)
Der Weggraben ist ein rechter Zufluss des Holzgrabens in den mittelfränkischen Landkreisen Ansbach und Weißenburg-Gunzenhausen.

## Verlauf
Der Weggraben entspringt im Windpark Gunzenhausen-Wassertrüdingen zwischen Obermögersheim im Südwesten und Stetten im Nordosten auf einer Höhe von 482 m ü. NHN. Der Bach durchquert eine weite Offenlandschaft und mündet nach einem Lauf von rund einem Kilometern auf einer Höhe von 455 m ü. NHN westlich von Nordstetten und Weilerau von links in den Holzgraben.